# Геращенко, Антон Иванович
Анто́н Ива́нович Гера́щенко (2 мая 1937 — 7 декабря 2012) — русский советский писатель, прозаик и журналист. Член Союза писателей СССР, затем Союза писателей России.

## Биография
Родился 2 мая 1937 года в Ташкенте в семье военного.
Отец Антона Геращенко, кадровый офицер Красной армии, погиб в феврале 1944 года на фронте Великой Отечественной войны при освобождении Керченского полуострова. После войны в 1948 году его мать с детьми с заездом в Одессу к родне уехали родину матери, на Кубань. Там семья обосновалась в станице Каневской. Мама Антона надорвалась в войну, стала трудовым инвалидом.
В 1951 году его мать умерла, будущий писатель остаётся круглым сиротой. Его помещают с братом в детский дом для детей погибших офицеров, расположенный под Кропоткином. Здесь он окончил семь классов, и затем стал трудовым воспитанником колхоза в Гулькевичском районе Краснодарского края. Оттуда его посылают на учёбу в школу ФЗО города Новочеркасска. Закончив её по специальности «строитель-отделочник», Геращенко работает в Ростове-на-Дону, Грузии, Волгодонске, Новосибирске, одновременно получает полное среднее образование, окончив школу рабочей молодёжи.
Затем его призывают в ряды Советской армии, и он проходит там действительную службу. После демобилизации был строителем на заводе «Ростсельмаш». Тогда же начинает писать свои первые рассказы и очерки.
В 1962 году поступает на заочное отделение в Литературный институт имени А. М. Горького и переходит на журналистскую работу в газету Северо-Кавказского управления гражданской авиации «Воздушный путь».
В 1963 году вступает в ряды КПСС.
Окончив в 1968 году Литературный институт, Геращенко до 1982 года работает литературным сотрудником в журнале «Дон».
Геращенко долго не мог пробиться в печать со своими произведениями, но его поддержал известный донской писатель Анатолий Калинин, написав предисловие к его рассказу «Улица Стачек», который опубликовала «Литературная Россия». Затем в этой же газете были опубликованы и другие рассказы Геращенко, в том числе «Своды» и «Лысый курган».
Затем публикует повести «Трава зелёная» (1971, о молодых рабочих), «Личное счастье» (1972, о молодых рабочих, в отдельном издании — «Одержимость»), «Баллада об окраине» (1975), «Завязь» (1977, о современной молодёжи села) «Яблоневый цвет» (1978, о молодых рабочих).
В 1976 году Геращенко принимают в Союз писателей СССР.
Писал также и для детей. В 1975 году выходит его фантастико-приключенческая повесть «Бомбар-I» о Гражданской войне на Кубани, а в 1985 «повесть о необыкновенном путешествии» «Долгий путь домой».
Долгих шесть лет, с 1975 по 1981 год Геращенко работает над романом «Ярь» о строителях Атоммаша, поставив в нём значительные производственные и нравственные проблемы. В 1981 году роман выходит в московском издательстве «Современник».
Также писал литературно-критические статьи о произведениях Виктора Астафьева, Валентина Овечкина, Ивана Зубенко, Николая Смирнова, Григория Гасенко, Руслана Тотрова и других.
После распада Советского Союза и разделения Союза писателей СССР на Союз писателей России и Союз российских писателей Геращенко вошёл в первый из них.
В 1990-х и 2000-х годах Геращенко продолжает писать, выпускает автобиографический роман «Ростов-папа», обрисовав в нём жизнь Ростова с 1960-х по 1990-е годы и создав образы многих донских писателей, в том числе миллионера Георгия Махоркина, а также представителей номенклатуры и членов банды братьев Толстопятовых.
Скончался 7 декабря 2012 года.

## Книги
- Трава зеленая: Рассказы. — Ростов н/Д.: Кн. изд-во, 1971. — 108 с. — 30 000 экз.
- Одержимость: Очерки. — Ростов н/Д.: Кн. изд-во, 1972. — 103 с. — 15 000 экз.
- Бомбар-I. — Ростов н/Д.: Кн. изд-во, 1975. — 117 с. — 30 000 экз.
- Яблоневый цвет: Повесть. — Ростов н/Д.: Кн. изд-во, 1978. — 144 с. — 30 000 экз.
- Ярь: Роман. — Ростов н/Д.: Кн. изд-во, 1979. — 368 с. — 30 000 экз.
- Ярь: Роман. — Ростов н/Д.: Кн. изд-во, 1982. — Т. Кн. 2. — 207 с. — 30 000 экз.
- Ярь: Роман. — Ростов н/Д.: Кн. изд-во, 1984. — Т. [Кн. 1, 2]. — 464 с. — 30 000 экз.
- Ярь: Роман и повесть [Завязь]. — М.: Современник, 1981. — 400 с. — (Новинки «Современника»). — 75 000 экз.
- Личное счастье: Повести и рассказы. — Ростов н/Д.: Кн. изд-во, 1986. — 285 с. — 30 000 экз.
- Горицвет: Роман / [Худож. В. И. Костров]. — Ростов н/Д.: Кн. изд-во, 1988. — 285 с. — 30 000 экз.
- Расколдованный круг: Роман. — Ростов н/Д.: Кн. изд-во, 1990. — 206 с.
- Ростов-папа: Роман-хроника о временах застоя, перестройки и смуты. — Ростов н/Д.: ГинГо: NB, 2002. — 301 с. — ISBN 5-88816-129-5.